# Caruso, zero in condotta
Caruso, zero in condotta è un film del 2001, diretto e interpretato da Francesco Nuti.
Il film è stato girato in Toscana e nei dintorni di Roma. È l'ultimo film di cui Nuti è regista.

## Trama
Caruso è uno psicologo che ha cresciuto da solo la figlia Giulia, ora tredicenne, con la quale non c'è dialogo. Un giorno viene chiamato dai carabinieri che lo informano, con un video ripreso da telecamere a circuito chiuso, che la figlia minorenne appartiene ad una baby gang che commette furti e rapine. La figlia rischia di essere condannata e finire in un riformatorio. Incredulo, oltre ad andare a prenderla ogni giorno in bici, inizia a pedinarla e tra incubi ed allucinazioni la immagina fare di tutto.